# Arthraxon multinervis
Arthraxon multinervis är en gräsart som beskrevs av Shou Liang Chen och Y.X.Jin. Arthraxon multinervis ingår i släktet Arthraxon och familjen gräs. Inga underarter finns listade i Catalogue of Life.